# William Christie (Astronom)

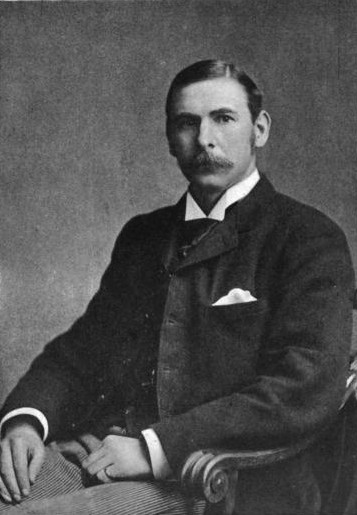
William Henry Mahoney Christie

Sir William Henry Mahoney Christie (* 1. Oktober 1845 in Woolwich; † 22. Januar 1922 auf See, Seebestattung vor der Küste Portugals) war ein britischer Astronom.

## Leben
Christie war der dritte und jüngste Sohn des Mathematikers und Naturforschers Samuel Hunter Christie und gleichzeitig das älteste Kind aus dessen zweiter Ehe mit Margaret Ellen, der Tochter von James Malcolm of Killarney.
Er besuchte die King’s College School in London und anschließend das Trinity College in Cambridge, wo er 1868 graduierte, wobei er beim renommierten Mathematik-Tripos als Viertbester („fourth wrangler“) seines Jahrganges abschnitt. Christie blieb zunächst in Cambridge, wo er einige Privatschüler unterrichtete. Im Oktober 1869 wurde er zum Fellow des College gewählt.
Bereits 1866 hatte sich Christie um ein Sheepshanks-Stipendium beworben, es jedoch nicht erhalten. Der Kandidat war George Biddell Airy, einem von drei Juroren, die über die Vergabe entschieden, allerdings aufgefallen und in seiner Beurteilung als „methodisch, klar und pragmatisch“ („methodical, clear, and practical“) beschrieben worden. Airy war zu dieser Zeit bereits Astronomer Royal, eine Stellung, die damals sowohl die Position eines Direktors des Royal Greenwich Observatory in Greenwich, als auch den Status eines Hofastronomen des englischen Königshauses umfasste. Als 1870 Airys Oberassistent (Chief Assistant) die Leitung des Royal Observatory at the Cape of Good Hope in Kapstadt übernahm, stellte er Christie als dessen Nachfolger ein und überging dabei mehrere ältere Assistenten.
Christie trat seinen neuen Posten am 9. September 1870 an. Seine ersten eigenen Beobachtungsdaten am Greenwich-Observatorium sind mit dem 22. September 1870 datiert. 1871 erhielt er seinen Master und wurde im gleichen Jahr Mitglied der Royal Astronomical Society. Während seiner Zeit als Chief Assistant wohnte er überwiegend in Blackheath, zunächst gemeinsam mit seiner jüngeren Schwester Julia, später gemeinsam mit den beiden jüngeren Geschwistern Faraday und Mary, die sich beide als Künstler betätigten.
Als sich Airy 1881 in den Ruhestand versetzen ließ, kontaktierte der amtierende Premierminister William Gladstone zunächst John Couch Adams als möglichen neuen Astronomer Royal. Erst nachdem Adams die Stellung dankend abgelehnt hatte, wurde Christie als Nachfolger in Betracht gezogen, der die Herausforderung annahm. Er trat seine neue Stelle am 15. August 1881 an und eine seiner ersten Amtshandlungen war die Beförderung des dienstältesten Assistenten, Edwin Dunkin, zum neuen Chief Assistant. Dass Christies Wahl ausgerechnet auf Dunkin fiel, war wohl eher pragmatischen Überlegungen geschuldet. Seine eigene Beförderung zum Astronomer Royal hatte ihn unvorbereitet getroffen und er brauchte so rasch wie möglich einen erfahrenen Chief Assistant. Zudem war Dunkins Pensionierung drei Jahre später bereits absehbar und die Wahl verschaffte Christie ausreichend Zeit um sich nach einem geeigneten Kandidaten umzusehen. Dass sich, nach zwei „Hausberufungen“ innerhalb kürzester Zeit, auch andere verdiente Angestellte des Greenwich-Observatoriums Hoffnungen auf einen Karrieresprung machen würden, war ihm zu diesem Zeitpunkt möglicherweise nicht in voller Konsequenz klar. Um seinen neuen Chief Assistant zu finden, wandte Christie dieselben Methoden an, wie zuvor bereits Airy und war als Juror bei der Vergabe von Sheepshanks-Stipendien aktiv. Nach Dunkins Pensionierung fiel seine Wahl 1884 auf den jungen Herbert Hall Turner, eine Entscheidung, die vor allem bei den anderen Angestellte des Greenwich-Observatoriums auf Ablehnung stieß.
Vier Monate nach seiner Ernennung zum Astronomer Royal heiratete Christie am 13. Dezember 1881 Violette Mary Hickman, die dritte Tochter des wohlhabenden Industriellen Alfred Hickman. Das Paar hatte zwei Söhne. Christies Ehefrau verstarb im Dezember 1888, wenige Wochen nach der Geburt des jüngeren Sohnes, der wenige Jahre später noch als Kleinkind verstarb. Christie ging nach der relativ kurzen Ehe keine weitere eheliche Verbindung ein.
1883 war er Teilnehmer der siebten Konferenz der „International Geodetic Association“ (heute International Association of Geodesy) in Rom, bei der unter anderem auch die technischen Voraussetzungen für die Festlegung eines international gültigen Nullmeridians besprochen wurden. Das Greenwich-Observatorium galt damals bereits als aussichtsreicher Kandidat. Christie nahm an der eigentlichen Abstimmung während der Internationalen Meridian-Konferenz in Washington, D.C. ein Jahr später nicht teil, da er sich als Direktor eines der vorgeschlagenen Observatorien für zu befangen hielt, sondern unterstützte lediglich die britische Delegation.
Christie amtierte von 1881 bis 1910 als Astronomer Royal. Am 1. Oktober 1910, an seinem 65. Geburtstag, ließ er sich in den Ruhestand versetzen und zog sich aufs Land zurück, blieb aber in regelmäßigem Kontakt mit der Royal Astronomical Society. Die Wintermonate verbrachte er gerne in wärmeren Regionen. So besuchte er noch im Februar 1921 William Henry Pickering auf Jamaika, wo er Gelegenheit hatte, an dessen Observatorium Beobachtungen am Mond durchzuführen, über die er im April 1921 in den „Monthly Notices of the Royal Astronomical Society“ berichtete.
Am 22. Januar 1922 befand sich Christie an Bord der Morea auf der Überfahrt nach Marokko, wo er seinen Winterurlaub verbringen wollte, als er trotz seines hohen Alters unerwartet verstarb. Als Todesursache wurde vom Schiffsarzt im Logbuch der Morea eine Magenblutung verzeichnet. Seine sterblichen Überreste wurden am folgenden Tag bei den Koordinaten 40° 3,5′ N, 9° 20′ W vor der Küste Portugals der See übergeben.

## Wirken
Während sein Mentor Airy sich bevorzugt, allerdings nicht ausschließlich, mit Problemen der Himmelsmechanik beschäftigte, wandte sich Christie schon kurz nach seiner Anstellung als Chief Assistant moderneren Teilgebieten der Astronomie zu. Airy, der Neuerungen gegenüber nicht unaufgeschlossen war, legte ihm diesbezüglich keine Steine in den Weg und bereits 1873 hatte Christie die systematische Erforschung von Sonnenflecken durch regelmäßige fotografische Aufnahmen als neuen, regulären Forschungszweig des Greenwich-Observatoriums durchgesetzt. Neben der Routinearbeit am Observatorium beschäftigte sich Christie unter anderem mit der Bestimmung der Farbe und Helligkeit von Fixsternen oder mit dem Charakter des von der Venus reflektierten Sonnenlichts.
1876 veröffentlichte er seine Erfahrungen mit von ihm neu entwickelten Okularen zur Sonnenbeobachtung. Ein Jahr später wurde er, auf Drängen von Freunden, zum Begründer und ersten Herausgeber der noch heute existierenden Fachzeitschrift „The Observatory“. In seine Zeit als Chief Assistant fällt auch Christies einziger Versuch sich als populärwissenschaftlicher Autor zu betätigen. Das Buch mit dem schlichten Titel „Astronomy“ erschien erstmals 1875 in der Reihe „Manuals of Elementary Science“ und wurde bis 1892 in insgesamt vier Auflagen herausgegeben. Das Werk fand beim angesprochenen Laienpublikum jedoch kaum Zuspruch. Das lag möglicherweise auch daran, dass Christie bereits im ersten Satz des Vorworts darauf hinwies, dass das Buch mehr auf Exaktheit und weniger auf Popularität abzielte und dementsprechend von Anfängern als „schwierig“ empfunden werden könnte („... precise rather than popular in its language [...] which will probably present some difficulty to the beginner“).
Airy hielt die Forschungszweige, mit denen sich Christie bevorzugt beschäftigte, zwar nicht für unbedeutend oder unpassend für das Greenwich-Observatorium; nach seinem Verständnis hatten sie jedoch nur am Rande mit der ursprünglichen Aufgabenstellung des Observatoriums zu tun. Airys Beharren darauf, dass das Greenwich-Observatorium in erster Linie dazu diente die Admiralität, der es finanziell unterstand, in Fragen der Navigation zu unterstützen, hatte das Observatorium 46 Jahre lang in weitgehender Stagnation gehalten. Eine Mehrheit im wissenschaftlichen Aufsichtsrat („Board of Visitors“), insbesondere Warren De La Rue und William Huggins, waren diesbezüglich jedoch anderer Ansicht und obwohl Christie nicht die erste Wahl als Airys Nachfolger gewesen war, hielt man ihn für den der am geeignetsten Mann, um die notwendigen Veränderungen herbeizuführen.
Nach seiner Ernennung zum Astronomer Royal stellte Christie seine eigenen Beobachtungstätigkeiten nahezu vollständig ein und er widmete sich fast ausschließlich der Verwaltung, dem Ausbau und der Modernisierung des Greenwich-Observatoriums. Die wenigen Ausnahmen, bei denen sich Christie nach 1881 noch selbst als Beobachter betätigte, betrafen meist Kampagnen zur Beobachtung von totalen Sonnenfinsternis-Ereignissen, 1896 in Japan, im Januar 1898 in Indien, 1900 in Portugal und 1905 in Tunesien. Mit der von Christie für die (erfolglose) Kampagne von 1896 zusammengestellten Ausrüstung gelangen dem Observatorium 1898, 1900, 1901, 1905 und auch noch 1914, vier Jahre nach Christies Pensionierung, großformatige Aufnahmen der Sonnenkorona.

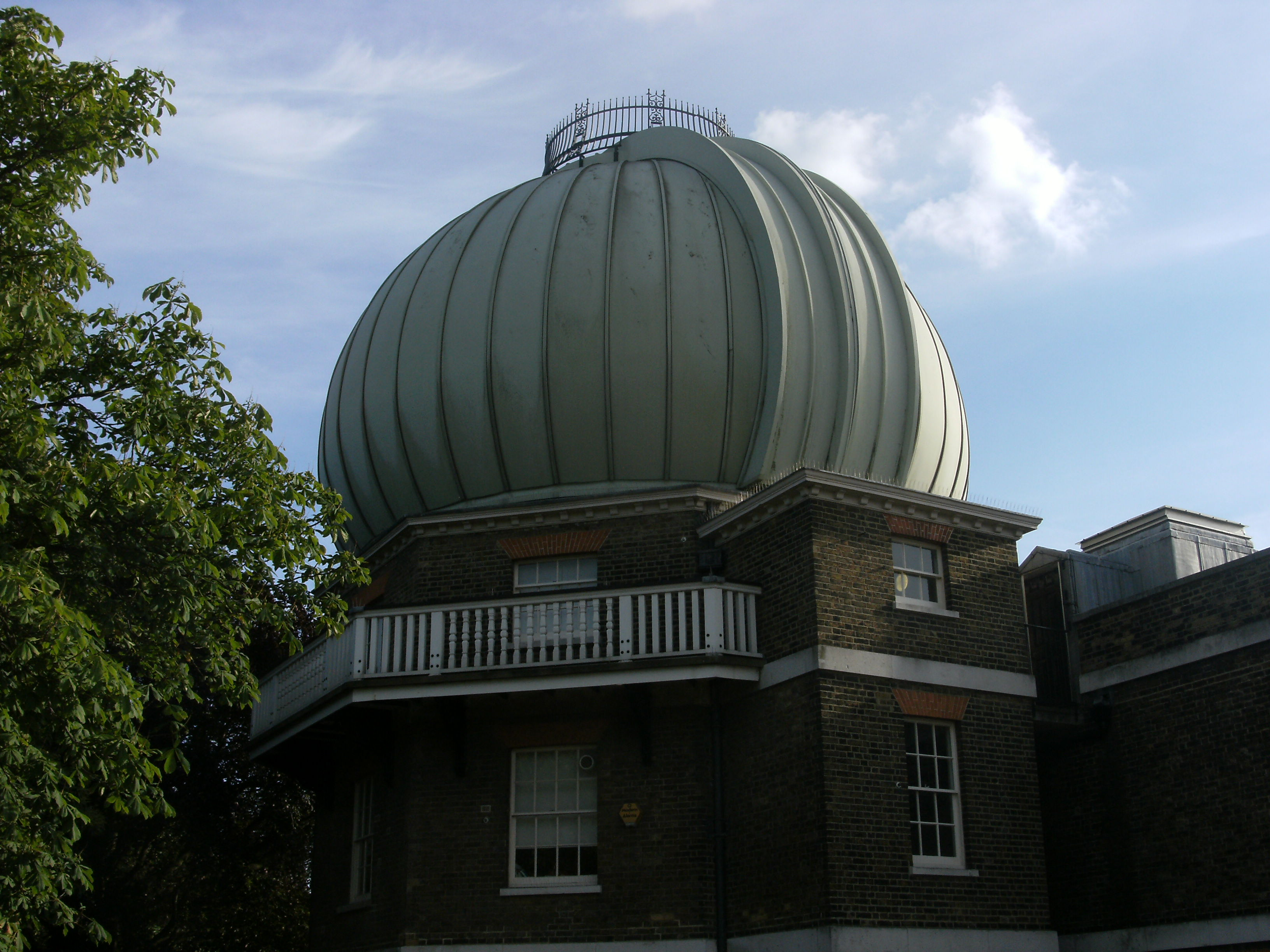
Die von Christie entworfene, zwiebelförmige Beobachtungskuppel ist heute eine Nachbildung aus Fiberglas.

Während Christies Amtszeit als Astronomer Royal erfuhr das Greenwich-Observatorium seine umfassendsten Erweiterungen und Ergänzungen, sowohl in Bezug auf Gebäude als auch an Messinstrumenten. Christie wird ein Talent für subtile Überzeugungsarbeit nachgesagt, das es ihm ermöglichte, die notwendigen Finanzmittel für seine Projekte zu erhalten. In der Umsetzung seiner Pläne war er zuweilen jedoch weniger erfolgreich. Seine erste Neuerwerbung war 1883 ein Geschenk aus dem Nachlass von William Lassell, das Teleskop, mit dem jener 1848 den Saturnmond Hyperion entdeckt hatte. Christie hielt das Instrument als geeignet für die Beobachtung leuchtschwacher Monde und Kometen und erhielt von der Admiralität die Genehmigung auf dem Gelände des Observatoriums ein neues Beobachtungsgebäude dafür errichten zu lassen. Die neue Montierung für das Teleskop erwies sich jedoch als zu instabil und seine Verwendung wurde schon bald wieder aufgegeben. Die Episode mit dem Lassell-Teleskop gilt als symptomatisch für Christies gesamtes Wirken am Greenwich-Observatorium.
Der Bedarf an einem großen Teleskop für das Observatorium blieb aus Christies Sicht indes bestehen und er beantragte die Anschaffung eines Refraktors mit einer Apertur von 28 Zoll, die ihm 1885 von der Admiralität bewilligt wurde. Das neue Instrument sollte den alten 12,8 Zoll Merz-Refraktor in der tonnenförmigen Beobachtungskuppel am Great Equatorial Building des Observatoriums ersetzen und auch dessen Montierung verwenden. Christie beteiligte sich selbst an den Entwürfen des neuen Teleskops, das sowohl für optische, als auch photographische Zwecke geeignet sein sollte. Im Verlauf der Arbeiten stellte sich heraus, dass das neue Teleskop zu groß für die alte Beobachtungskuppel war und Christie entwarf eine neue, zwiebelförmige Kuppelkonstruktion aus einem Eisenfachwerk mit einer Abdeckung aus Pappmaché, die 1893 fertiggestellt wurde. Das neue Teleskop ging 1894 in Betrieb. Astrofotographische Arbeiten damit kamen jedoch nie über die Testphase hinaus und wurden bereits 1896 wieder eingestellt.
Neben weiteren Anbauten erhielt Christie 1888 die Bewilligung zur Anschaffung eines rein für astrofotographische Zwecke ausgerichteten Teleskops, das es dem Observatorium ermöglichte sich an dem internationalen Projekt Carte du Ciel zu beteiligen. In diesem Zusammenhang entwickelte Christie eine empirische Formel mit der vom Durchmesser einer fotografischen Sternabbildung Rückschlüsse auf dessen Magnitude gezogen werden konnten.

## Mitgliedschaften und Ehrungen
- Christie war ab 1871 Fellow der Royal Astronomical Society (RAS) und wurde im Jahr darauf in das Führungsgremium (Council) der Gesellschaft gewählt. Mit Ausnahme der Jahre 1879 und 1880 war er 40 Jahre lang in diesem Gremium tätig. Von 1888 bis 1890 war er Präsident der RAS.[3]
- 1881 wurde er Mitglied (Fellow) der Royal Society, bei der er ebenfalls im Council tätig war.[3] 1892 wurde er als korrespondierendes Mitglied in die Russische Akademie der Wissenschaften in Sankt Petersburg[17] und 1896 in die Académie des sciences[18] in Paris aufgenommen.
- 1902 erhielt er von der University of Oxford die Ehrendoktorwürde verliehen.[3]
- 1897 wurde er als Companion in den Order of the Bath (CB) aufgenommen[3] und am 9. November 1904 als Knight Commander des Order of the Bath (KCB) geadelt.[19]